# Sematophyllum entodontoides
Sematophyllum entodontoides là một loài rêu trong họ Sematophyllaceae. Loài này được Besch. mô tả khoa học đầu tiên năm 1898.